# Губеладзе, Макрина Бахвовна
Макрина Бахвовна Губеладзе (1889 год, село Ахалсопели, Зугдидский уезд, Кутаисская губерния, Российская империя — неизвестно, село Ахалсопели, Зугдидский район, Грузинская ССР) — бригадир колхоза имени Берия Ахалсопельского сельсовета Зугдидского района, Грузинская ССР. Герой Социалистического Труда (1948).

## Биография
Родилась в 1889 году в крестьянской семье в селе Ахалсопели Зугдидского уезда. Окончила местную начальную школу, после которой трудилась в сельском хозяйстве. Во время коллективизации вступила в товарищество по обработке земли, которое в 1931 году было преобразовано в колхоз имени Берия Зугдидского района (с 1953 года — колхоз имени Ленина). Трудилась рядовой колхозницей. В послевоенные годы — бригадир полеводческой бригады в этом же колхозе.
В 1947 году бригада под её руководством собрала в среднем с каждого гектара по 78,4 центнера кукурузы на площади 6 гектаров. Указом Президиума Верховного Совета СССР от 21 февраля 1948 года удостоена звания Героя Социалистического Труда за «получение высоких урожаев кукурузы и пшеницы в 1947 году» с вручением ордена Ленина и золотой медали «Серп и Молот» (№ 791).
Этим же указом званием Героя Социалистического Труда были награждены председатель колхоза Антимоз Михайлович Рогава, звеньевые Силован Читиевич Губеладзе, Саверьян Уджуевич Джабуа, Порфирий Михайлович Кукава, Платон Дзадзуевич Купуния и Давид Андреевич Шерозия.
Предположительно жена Силована Губеладзе. 
После выхода на пенсию проживала в родном селе Ахалсопели Зугдидского района. С 1969 года — персональный пенсионер союзного значения. Дата смерти не известна.